# Отношения между Русия и Северна Корея
Северна Корея и Съветският съюз установяват дипломатически отношения на 12 октомври 1948 г. – скоро след обявяването на Корейската народно-демократична република. Близки съюзници по време на Студената война, след разпадането на Съветския съюз отношенията им охладняват. В началото на XXI век започват отново да се развиват отношенията между КНДР и Русия – основния наследник на СССР.
Значителен руски капитал е вложен в множество мащабни дългосрочни международни инфраструктурни проекти на Корейския полуостров като нефтопроводи, газопроводи, транскорейските и транссибирските железопътни възли. Тези проекти са от ключово значение за икономическото съживяване на руския Далечен изток и, в случай на нова корейска война, руските икономически интереси биха били сериозно наранени. 2-те държави делят граница от 17 км по долното течение на река Туманган.

## Съветски съюз

### 1948 – 1953
На 5 март 1949 г. Ким Ир Сен посещава Съветския съюз и отправя искания за икономическа помощ за следващите 6 г. и информация за американските войски в Южна Корея. На 17 март 1949 г. 2-те правителства подписват споразумение за сътрудничество в икономическата и културната сфера. Вследствие на това споразумение КНДР може да разчита на подкрепата на СССР. Така например, докато ролята на Китай по време на Корейската война (1950 – 1953) е всеизвестна, малко се знае за помощта, която Северна Корея получава от съветската войска, която официално не взима участие в конфликта. Съветски пилоти допринасят за въздушната отбрана на Северна Корея, включително за отбраната на изключително важните мостове при река Ялу. Тези пилоти са от елитни съветски формирования, взели участие в сражения по време на Втората световна война.

### 1953 – 1956
Непосредствено след Корейската война отношенията се подобряват и Северна Корея става сталинистка държава. След смъртта на Сталин на 5 март 1953 г. настъпва промяна в политиката на Съветите, които започват да търсят край на противопоставянето от Корейската война. По-късно съветско-севернокорейските отношения претърпяват спадове и възходи вследствие на опитите на Северна Корея да се дистанцира и от Русия, и от Китай (идеологията Чучхе). 2-те страни развиват културно, икономическо и научно сътрудничество. Стотици хиляди севернокорейци са завършили висши учебни заведения в СССР.

### 1956 – 1966
В началото на април 1956 г. Външното министерство на СССР изпраща доклад „За култа към личността в КНДР“ до всички членове на съветското ръководство. Култът към Ким Ир Сен продължава въпреки забележките, които са му отпратени през май 1955 г. по време на визитата му в Москва.
В края на 1962 г. съветско-севернокорейските отношения се влошават, след като Пхенян се присъединява към Китай в открита критика към съветския „ревизионизъм“. Съветите се притесняват от задълбочаващото се сътрудничество между Китай и КНДР заради големите залежи на уран в Северна Корея, така нужни на Москва за развитие на нейните атомни проекти.
Напрежението ескалира, когато през 1963 г. огромният дипломатически комплекс на СССР в центъра на Пхенян е де факто откъснат от света. Всички съобщения и разговори са наблюдавани, многобройните симпатизанти на Русия сред севернокорейците изчезват без следа. Така се стига до почти цялостното прекратяване на икономическите помощи и до напускането на повечето руски съветници. Неведнъж се разменят и резки реплики между медиите на двете страни.

### 1966 – 1971
Ситуацията обаче рязко се променя, когато вследствие на Културната революция в Китай антисъветският и промаосткият блок сред политическия елит на Северна Корея губи своето влияние. По онова време започва пропагандата срещу „догматизма“ и „шовинизма на Великата сила“ – критики, очевидно отправени към Китай. Отношенията между КНДР и Китай достигат своята най-ниска точка през 1968 г.

### 1985 – 1991
В късния период на управлението на Горбачов ролята на СССР като традиционен търговски партньор на Северна Корея започва да намалява. Това се дължи отчасти и на решението на Горбачов да прехвърли търговията със страните от социалистическия блок към търговия с твърда валута. Това решение се оказва изключително несполучливо за всички зазасегнати държави и е смятано за първата стъпка към тежката икономическа криза на Северна Корея в средата на 1990-те години.
Когато Едуард Шеварднадзе заминава за Пхенян през септември 1990 г., за да информира лично севернокорейциите, че СССР възнамерява да установи дипломатически отношения с Южна Корея, Ким Ир Сен отказва да се срещне с него.
По време на срещата с Шеварднадзе висши чиновници от севернокорейското външно министерство обявяват, че „с прекъсването на съветската помощ“ те ще бъдат принудени „да развият собствена програма за съвременни оръжия и да търсят помощ от други, както и да престанат да имат доверие на Съветския съюз“. Външният министър Шеварднадзе заявява, че „КНДР би следвало сама да избере кое е в неин най-голям интерес“, използвайки възможността, за да разубеди севернокорейците от развиване на собствено ядрено оръжие.

## Руска федерация

### 1991 – 1999
При управлението на Борис Елцин на Северна Корея се гледа почти като на нежелана в московските кръгове. През този период Русия се стреми към легитимност и членство в различните съюзи на големите демократични сили. Руската политика спрямо Корейския полуостров е едностранна и цели сближаване с Южна Корея, дори при максимално отчуждаване от КНДР.
През януари 1992 г. бившият съветски заместник-министър на външните работи Игор Рогачов посещава Пхенян като специален дипломатически пратеник на президента Елцин. По време на визитата той уведомява севернокорейските лидери за намерението на Русия да промени споразумението между СССР и КНДР от 1961 г. и предлага провеждането на вътрешно-корейска конференция, на която да се подпише споразумение за ядрена защита с Международната агенция за ядрена енергия в съответствие с нейните международни задължения.
През този период руската външна политика официално е фокусирана на „неизбежното изнасяне на страната от КНДР“ и връзките между двете страни са замразени. Новият либерален политически елит решава, че поддържането на връзки с тоталитарен режим не удовлетворява руските демократични идеали. Външният министър Андрей Козирев изтъква през 1996 г., че Русия е готова да продава оръжие на всички потенциални клиенти, без Северна Корея.
На 7 септември 1998 г., на първата сесия на 10-о федерално събрание, Елцин поздравява Ким Чен Ир по повод преизбирането му за председател на Националната комисия за отбрана на КНДР. Той заявява, че „Руската федерация, вярна на принципите си, държи връзките ѝ с КНДР да се развиват в духа на добросъседство, равнопоставеност и взаимно съдействие“.
През октомври 1998 г., по случай 50-а годишнина от установяването на връзките между 2-те страни, заместник-външният министър Ю Ин Кю по време на обръщение в руското посолство казва, че „КНДР възнамерява да развие приятелските си отношения с Русия в интерес на двете държави“ и че това е „важен исторически момент в развитието на приятелството и сътрудничеството между нашите държави“.

### От 2000
Издигането на Владимир Путин за министър-председател през август 1999 г. и след това президент през март 2000 г. има изключително голямо значение за Северна Корея, която обвинява управлението на Елцин за икономическите трудности и хуманитарната криза през 1990-те години. Ким Чен Ир дори заявява неофициално, че „Русия най-накрая има лидер, с който може да се прави бизнес“. През април 2000 г. Путин посещава Пхенян, където се провежда и първата среща на най-високо равнище между двете страни и се подписва Съвместна декларация.
Вследствие на решението на Северна Корея да напусне Договорът за неразпространение на ядрени оръжия на 10 януари 2003 г. и да прекрати участието си в шестранните преговори на 10 февруари 2005 г. Русия изразява загриженост относно действията на Северна Корея, опасявайки се, че те ще попречат на разрешаването на кризата на Корейския полуостров.
През 2006 г. Русия подкрепя Резолюция 1695 на Съвета за сигурност на ООН, която заклеймява ракетните опити на Пхенян. През май 2007 г. руският президент Владимир Путин подписва указ, който забранява на руските държавни агенции и индустриални предприятия да изнасят военна техника, оборудване, материали или ноу-хау, които биха могли да бъдат използвани от Северна Корея за ядрени или неядрени военни програми.

## Военно сътрудничество
Икономическите и политически реформи в Източна Европа и Съветския съюз от 1989 г. предизвикват промени в отношенията със Северна Корея. Военноморските съвместни учения са прекратени през 1990 г.
След разпада на СССР Русия възобновява доставката на военни материали към КНДР. Според Русия Северна Корея като пълноправен член на ООН може да участва свободно в търговия с оръжия и военно снаряжение. Въпреки това на Русия са поставени ограничения да доставя на Пхенян само оръжия за отбранителни цели, запазвайки стабилността и сигурността в региона.

## Ядрена програма на КНДР
Русия защитава идеята, че решение на кризата около ядрената програма на Северна Корея може да се постигне само чрез дипломация и преговори. Според Русия всеки опит да бъде притисната Северна Корея чрез санкции, няма да доведе до промяна в поведението на Пхенян, а само ще повиши напрежението на Корейския полуостров.
От край време Северна Корея се опитва да привлече руски учени за работа върху ядрената и ракетна програма на страната. На 8 декември 1992 г. 36 руски учени са задържани на московско летище от агенти на руските служби за сигурност, малко преди да заминат за Пхенян.

## Севернокорейско лоби в Русия
След най-големите привърженици на севернокорейския режим са активистите на Комунистическата партия на Руската федерация, които приемат КНДР като идеологически другар.